# CNN-News18
CNN-News18 (originalmente CNN-IBN) es un canal de noticias 24 horas en inglés de la India. Nació de la unión entre Global Broadcast News y Turner Broadcasting System (26%) el 16 de enero de 2005. Su programación se basa en la presentación de noticias y su eslogan es "Whatever it takes" algo así como cueste lo que cueste. Su presidente de redacción es el indio Rajdeep Sardesai (राजदीप सरदेसाई) nacido el 24 de mayo de 1965 en Ahmedabad. El canal esta compatible en dos formatos, estándar de 576i de 4:3 y hd de 1080i de 16:9.